# Kristine Lunde-Borgersen
Kristine Lunde-Borgersen (født 30. marts 1980 i Kristiansand) er en norsk håndboldspiller, som er spillende assistent træner i den norske topklub Vipers Kristiansand. Lunde har tidligere spillet for Viborg HK og Aalborg DH.
Hun har tidligere spillet for Hånes IF (N), KIF (N), Våg Vipers (N). På det norske landshold har hun spillet 181 kampe og scoret 496 mål. Hun var bl.a. med til at vinde guld ved EM i 2004 og EM i Sverige 2006. Hendes kælenavn er Kikki og hun har en tvillingesøster ved navn Katrine Lunde Haraldsen som også er håndboldspiller. Kikki og Katrine Lunde Haraldsen har en storesøster ved navn Gudrun.
Kristine er gift med Ole Lunde-Borgersen, som er nyhedsredaktør for ugeavisen Kristiansand Avis.

## Meritter
- 2001 – VM-sølv
- 02/03 – Bronze i Gildeserien med Våg Vipers
- 2003 – VM i Kroatien – 6. plads.
- 2003 – Nomineret til verdens bedste spiller
- 03/04 – Kåret til "årets spiller" og "årets playmaker" i Gildeserien
- 2004 – EM-guld i Ungarn
- 04/05 – DM-sølv
- 05/06 – DM-bronze
- 05/06 – Kåret "Årets norske playmaker"
- 05/06 – Semifinalen i Champions League
- 2006 – EM-Guld i Sverige
- 06/07 – Bronze i Tomsligaen
- 2007 – Pokalvinder
- 07/08 – DM-guld
- 2008 – OL-guld i Beijing
- 2008 – EM-Guld i Makedonien, EM`s bedste playmaker og MVP
- 2008 – Pokal guld
- 08/09 – Champions League guld, DM guld
- 2009 – VM-Bronze i Kina
- 09/10 – Champions League guld, DM guld